# Rebecca West
Rebecca West, författarpseudonym för dame Cicely Isabel Fairfield, född 21 december 1892 i London, död 15 mars 1983 i London, var en brittisk författare och journalist.
West anslöt sig till Women's Social and Political Union (WSPU) redan som tonåring och vid 16 års ålder fick hon ett brev om rösträttsfrågan publicerat i The Scotsman. vid 18 års ålder skrev hon regelbundet för Freewoman och från 1912 politiska artiklar och kritik för The Clarion. Hon lämnade WSPU 1912, dels på grund av avståndstagande från Christabel Pankhursts renhetskampanj, dels på grund av att hon ansåg att feminism innefattade mer än ett ensidigt fokus på rösträttsfrågan. Hennes andra roman, The Judge, behandlar de problem som ogifta mödrar möter.

## Utmärkelser
Nedslagskratern West på planeten Venus är uppkallad efter henne.

## Svenska översättningar
- Den sträva rösten : fyra korta romaner (The harsh voice) (bemyndigad översättning av Martin Rogberg, Geber, 1935)
- Ett tänkande rö (The thinking reed) (bemyndigad översättning från engelskan av Siri Thorngren Olin, Geber, 1936)
- Källan flödar (The fountain overflows) (översättning: Håkan Bergstedt, Bonnier, 1957) (Ny uppl.: Trevi, 1985)
- Förräderiet (The birds fall down) (till svenska8 av Aida Törnell, Geber, 1968)
- En soldat kommer hem (The return of the soldier) (övers.: Gunilla Holm, Trevi, 1983)
- Denna sanna natt (This real night) (översättning: Harriet Alfons, Trevi, 1986)
- Kusin Rosamund (Cousin Rosamund) (översättning: Harriet Alfons, Trevi, 1988)